# Anna Rinonapoli
Anna Maria Volpe Rinonapoli (29. února 1924, Agordo, provincie Belluno, Benátsko – 8. října 1986, Parma) byla italská spisovatelka, překladatelka a učitelka. Vystudovala klasickou filologii, vyučovala na středních školách. Mezi její zájmy patřila antropologie, etnografie a historie.
Ve vědeckofantastické literatuře debutovala roku 1963 povídkou Ministro notturno (česky Noční ministr), která vyšla v časopise Futuro.